# Juhani Kuusi
Eino Juhani Kuusi, född 11 oktober 1938 i Tavastehus, död 30 december 2017 i Helsingfors, var en finländsk fysiker.
Kuusi blev teknologie doktor 1970. Han arbetade 1964–1975 som forskare vid Statens tekniska forskningsanstalt, var 1975–1979 forskningschef vid Finnatom Ab, 1980–1983 professor vid Statens tekniska forskningsanstalt och 1983–1989 chefsdirektör vid Tekes samt 1989–1995 dess generaldirektör; 1995–2002 chef för forskningsenheten vid Nokia. I sin forskning ägnade han sig åt isotop-, process-, mät- och energiteknik.
Kuusi invaldes 1989 som utländsk ledamot av svenska Kungliga Ingenjörsvetenskapsakademien.

### Uppslagsverk
- Juhani Kuusi i Uppslagsverket Finland (webbupplaga, 2012). CC-BY-SA 4.0

### Fotnoter
1. ↑  Ihamuotila, Jaakko (19 januari 2018). ”Juhani Kuusi 1938–2017”. Helsingin Sanomat. https://www.hs.fi/muistot/art-2000005529732.html. Läst 28 februari 2018.